# پروسپرو (کالیفرنیا)
پروسپرو (به انگلیسی: Prospero) یک منطقهٔ مسکونی در ایالات متحده آمریکا است که در شهرستان کرن، کالیفرنیا واقع شده‌است. پروسپرو ۱۲۶ متر بالاتر از سطح دریا واقع شده‌است.